# NGC 889
NGC 889 é uma galáxia elíptica (E) localizada na direcção da constelação de Phoenix. Possui uma declinação de -41° 44' 57" e uma ascensão recta de 2 horas, 19 minutos e 06,8 segundos.
A galáxia NGC 889 foi descoberta em 5 de Setembro de 1834 por John Herschel.